# Gramofon Online
A Gramofon Online a Magyarországon nyomott és kiadott, 78-as fordulatszámú hanglemezek felvételeit gyűjti és dolgozza fel az 1906-os kezdetektől. A közel 2000 hanganyaggal induló adatbázis folyamatosan bővül.
A weboldalt 2010. március 17-én indította el a Neumann Nonprofit Kft. A Neumann által üzemeltetett Nemzeti Audiovizuális Archívum különgyűjteményének célja, hogy a Magyarországon 1962-ig készült, nagyjából 50 ezer gramofonfelvétel a nagyközönség számára korlátozás nélkül, ingyenesen hozzáférhető legyen az interneten. Az intézmény egyik hivatása az értékes archívumok digitalizálása és közkinccsé tétele: a Neumann nevéhez fűződik a nagy sikerű 77 filmajándék és a Filmhíradók Online weboldal is. A Gramofon Online azonban egyben kísérlet egy új modell, az alulról építkező gyűjtői archívum meghonosítására is.
A gyűjtemény bővelkedik az idők során legendássá vált színészek (köztük Karády Katalin, Fedák Sári, Medgyaszay Vilma, Psota Irén, Kabos Gyula, Kazal László), zenészek és zeneszerzők eredeti felvételeiben. A Gramofon Online hatalmas adatbázisa átfogó képet ad az egyes korszakok divatos műfajairól is: az oldalon a tangó, kuplé, magyar nóta, sanzon, csárdás, opera, operett és népdal éppúgy fellelhető, mint az egyházi ének vagy a humoros magánszám.
A Gramofon Online hallgatható, de nem letölthető felvételei számos szempont (pl. előadók, szerzők, műfajok, évszámok és gyártók) szerint szűkíthetők és rendezhetők, ezenkívül a látogatók véleményezhetik és sajátlistákba rendezhetik őket. A felvételek egy kattintással hallgathatók, és könnyen beágyazhatók a közösségi weboldalak funkcióiba, blogokba vagy saját felületekre.

## Külső hivatkozások
- Gramofon Online
- Hallható halhatatlanok (trailervideó)
- Filmhíradók Online
- 77 filmajándék